# Armando Theodoro Hunziker
Armando Theodoro Hunziker (Chacabuco, 29 de agosto de 1919 — Córdova, 12 de dezembro de 2001) foi um botânico argentino. Especializou-se no estudo da biologia sistemática a família das solanáceas, contribuindo com um grande número de pesquisas e publicações.

## Biografia
Sua família era de origem suíça. Uma tia lhe ensinou o alemão, francês, italiano e o inglês. Estudou Agronomia na Universidade de Buenos Aires, onde conheceu seu mentor, o professor Lorenzo R. Parodi, que dirigiu suas teses de graduação sobre as espécies de Cuscuta, parasitas das plantas silvestres e cultivadas na Argentina e Uruguai. Com a idade de 22 anos recebeu o "Prêmio José Manuel de Altoaguirre" e um ano depois o "Prêmio Eduardo Holmberg", por seus trabalhos. 
Em 1945, com a idade de 25 anos, foi designado curador do Museu Botânico da Universidade Nacional de Córdoba, por recomendação do Prêmio Nobel de medicina Bernardo Alberto Houssay. Entre 1949 e 1982 foi professor dessa universidade. Em 1957 obteve o  "Prêmio da Comissão Nacional de Cultura por produção científica regional"; em 1968 o "Prêmio Weissmann" e em 1983 o "Prêmio Konex de Platina".
Participou no restabelecimento da CONICET e desempenhou como pesquisador Científico e Tecnológico a partir de 1963, integrante do Conselho de Administração em 1994 e Pesquisador Superior a partir de 1998. 
Em 1961 fundou a revista Kurtziana da qual foi editor até 1998.
Trabalhou várias vezes fora da Argentina. Entre 1947 e 1949 na Universidade Harvard, onde realizou pesquisas conjuntamente com o professor I. W. Bailey. Em 1954 trabalhou sob o patrocínio do Conselho Britânico, no Royal Botanic Gardens (Inglaterra). Entre 1961 e 1962 e novamente entre 1979 e 1980 realizou estudos nos Estados Unidos da América, sob o patrocínio da Fundação Guggenheim.
Em 1999 descobriu que padecia de câncer e suspendeu outros projetos para dedicar-se a terminar sua principal obra, o livro Genera Solanacearum: The Genera of Solanaceae Illustrated, Arranged According to a new System, que foi publicado pouco antes da sua morte.
Durante sua vida publicou mais de 150 trabalhos científicos e descreveu um grande número de espécies vegetais. Um gênero, onze espécies e uma subespécie foram nomeados em sua honra.